# Protobaicalina spinosa
Protobaicalina spinosa is een schietmot uit de familie Apataniidae. De soort komt voor in het Palearctisch gebied.